# Projoppa anomala
Projoppa anomala är en stekelart som först beskrevs av Morley 1915.  Projoppa anomala ingår i släktet Projoppa och familjen brokparasitsteklar. Inga underarter finns listade i Catalogue of Life.